# Cesare Zavattini
Cesare Zavattini (Luzzara, Italia, 20 de septiembre de 1902- Roma, Italia, 13 de octubre de 1989) fue un guionista cinematográfico italiano, uno de los principales teóricos y defensores del movimiento neorrealista.

## Biografía
Aunque su fama se debe sobre todo a su trabajo en el cine fue también poeta, periodista y pintor. Se inició como escritor en Parma y posteriormente en Milán. En 1934 comenzó su incursión en el cine. Fue muy importante su colaboración, a partir de 1939, con el director Vittorio De Sica. Juntos realizarían películas tan importantes como Ladri di biciclette (o Ladrón de bicicletas en otros países) (1948), Milagro en Milán (1951, basada en la novela de Zavattini Totò il buono), Umberto D. (1952) o El oro de Nápoles (1954). 
Se rodaron más de ochenta películas con guion de Zavattini, dirigidas por los más importantes directores italianos y europeos, como Michelangelo Antonioni, Alessandro Blasetti, Mauro Bolognini, Mario Camerini, René Clément, Giuseppe De Santis, Federico Fellini, Pietro Germi, Alberto Lattuada, Mario Monicelli, Elio Petri, Dino Risi, Roberto Rossellini, Mario Soldati, Luchino Visconti o Damiano Damiani.
La única película española en la que Zavattini participó fue Piruetas juveniles (1943) de Giancarlo Capelli. 

## Premios y distinciones
Premios Óscar
| Año  | Categoría       | Película             | Resultado |
| ---- | --------------- | -------------------- | --------- |
| 1950 | Mejor guion     | Ladrón de bicicletas | Nominado  |
| 1957 | Mejor argumento | Umberto D.           | Nominado  |

Festival Internacional de Cine de Venecia
| Año  | Categoría                     | Resultado |
| ---- | ----------------------------- | --------- |
| 1979 | Premio Passinetti             | Ganador   |
| 1982 | León de Oro a toda su carrera | Ganador   |